# São Sebastião da Amoreira
São Sebastião da Amoreira är en kommun i Brasilien.   Den ligger i delstaten Paraná, i den södra delen av landet, 900 km söder om huvudstaden Brasília. Antalet invånare är 8 629.
Trakten runt São Sebastião da Amoreira består till största delen av jordbruksmark. Runt São Sebastião da Amoreira är det glesbefolkat, med 17 invånare per kvadratkilometer.